# The Sims 2: University
The Sims 2: University је први додатак рачунарске игре животне симулације The Sims 2 коју је направио Максиз а објавио Electronic Arts. Објављена је 1. марта 2005. године а у Србији и осталим европским земљама је први пут објављена 3. марта исте године. Овај додатак омогућујемладом симсу да се упише на универзитет и тамо добије диплому за једну од четири понуђене каријере. Додатак The Sims 2: University такође је додао и неколико других елемената у игру, које су укључене у све додатке за Симс 2 који су касније објављени. Симс 2: Универзитет је добио многе награде а најважније су награда од Гејмспаја (енгл. Gamespy) за најбољи додатак године као и награда најбоље монтаже.

## Новости
Додатак садржи многе новости за игру. Поред дуго очекиваних инструмената попут гитаре, бубњева и баса, овај наставак нуди и многобројне ствари које ће послужити Симовима на журкама.додаје нове инструменте, бубњеве, гитару итд. Више Симса може да игра у једном бенду. Што се музике тиче, додат је нови жанр, Колиџ Рок. Све песме су у Симском језику (посебно измишљени језик за Симс игру). Симси могу реповати и забављати своје пријатеље, али ако се њима не свиђа стил певања могу замрзети певача.
Студенти добијају многе објекте које могу користити током учења и боравка (сокови, пива, машина за прављење балончића и др.). У игри се појављује и нови стадиум - сада, уместо 5 постоји 6 стадиума старости - беба, дете, тинејџер, студент, одрасли човек и пензионер. Занимљиво је да је стадиум студента опционалан, играч може али не мора да пошаље свог Сима на колеџ. Колеџ у који младићи иду налази се у посебном комшилуку, а уз игру добијате и нове комшилуке: Државни универзитет, Фиеста тек, Академи де ла тур. Ако Сим током свог боравка у универзитету заради довољно новца може да изнајми сопствену кућу на кампусу. Кућа је окружена библиотекама, студентским центрима, рекреационим центрима и слично. Уколико се спријатеље са члановима универзитетског братсва или сестринства Ваши Симова могу да се уселе у њихову кућу.